# Wespen-Ragwurz
Die Wespen-Ragwurz (Ophrys tenthredinifera) gehört als Art zur Gattung der Ragwurzen in der Familie der Orchideen (Orchidaceae). Der Name besteht im Gattungsnamen aus dem altgriechischen Wort ὀφρύς ophrys „Augenbraue“ und im Art-Epitheton aus dem altgriechisch-lateinischen Wort tenthredinifer „blattwespentragend“.  

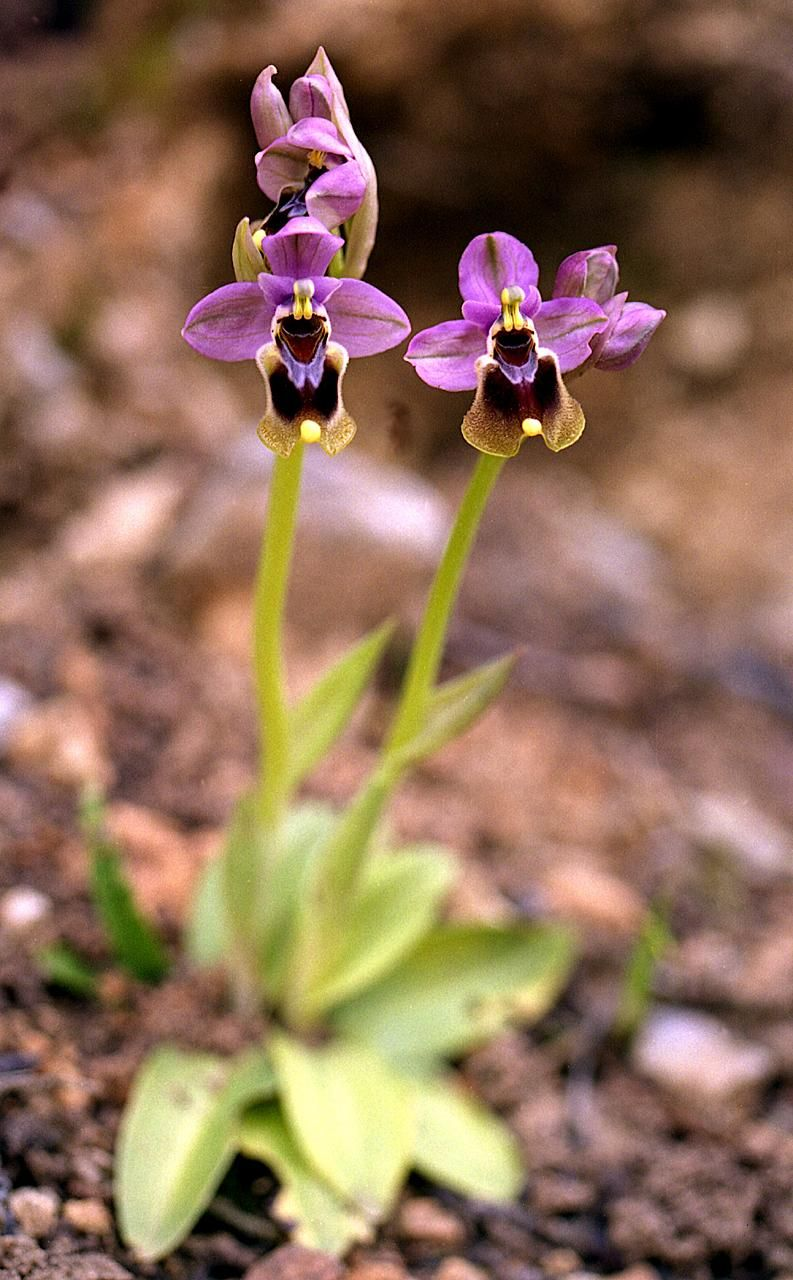
Wespen-Ragwurz (Ophrys tenthredinifera) auf Mallorca

## Beschreibung
Die Wespen-Ragwurz ist eine mehrjährige, krautige Pflanze. Sie hat zwei eiförmig-kugelige Knollen als Überdauerungsorgane und erreicht Wuchshöhen von 10 bis 30 cm, manchmal auch bis 45 cm. Am Grund des Stängels findet man zwei Schuppenblätter. Drei bis sechs länglich-lanzettliche Laubblätter zwischen 4 und 12 cm Länge sind in einer Grundrosette zusammengefasst. Ein bis vier scheidige Hochblätter findet man an der unteren Hälfte des Stängels. Die Tragblätter sind länglich und länger als der Fruchtknoten.
Der lockere Blütenstand ist bis 12 cm lang und ein- bis zehnblütig. Die breit eiförmigen bis elliptischen Kelchblätter sind meist rosa, selten weiß. Die dicht behaarte Lippe ist 11–16 mm lang, ungeteilt, etwas gewölbt und schwach gehöckert. Die Form variiert von oval bis rechteckig oder trapezförmig. Vorn befindet sich ein kleines aufrechtes Anhängsel. Das Zentrum der Lippe ist dunkelrotbraun, der breite Rand ist gelblich gefärbt. Das kleine Mal am Grund der Lippe ist graulila bis bläulich mit weißlichem Rand und umfasst latzartig das orangebraune Basalfeld.
Die Blütezeit ist in Nordafrika von Februar bis März, während sie sich im übrigen Mittelmeergebiet von Mitte März bis Mai erstreckt.
Die Chromosomenzahl beträgt 2n = 36, 38 oder 54.

## Standort und Verbreitung
Diese Orchidee bevorzugt Garriguen, Magerrasen, lichte Kiefernwälder und Macchien mit basischen bis schwach sauren Böden bis zu einer Meereshöhe von 1800 m.
Das Verbreitungsgebiet erstreckt sich fast über den gesamten Mittelmeerraum und fehlt nur in der Levante und auf Zypern. Im Osten endet das Verbreitungsgebiet in der südlichen Türkei.

## Variationen
In Portugal wird eine frühblütige Variante mit ein bis vier Blüten beschrieben.

## Ökologie
Als Bestäuber wurden Eucera nigrilabris, Eucera bidentata (Ionische Inseln), Eucera dimidiata (Kreta) und Eucera kullenbergii (Westliche Türkei) beobachtet.

## Taxonomie und Systematik
Die Wespen-Ragwurz wurde im Jahr 1805 durch den Botaniker Carl Ludwig Willdenow in dem Werk Linnaei Species Plantarum 4. Auflage, Band 4, Teil 1, Seite 67 als Ophrys tenthredinifera erstbeschrieben. Aufgrund der Variabilität der Blüten ist diese Art bisher über dreißigmal neu, als Art, Unterart oder als Varietät beschrieben worden mit Namen, die nun meist als Synonyme betrachtet werden.
Nach Euro+Med können 2 Unterarten unterschieden werden:
- Ophrys tenthredinifera subsp. sanctae-marcellae Saliaris, A.Saliaris & A.Alibertis: Sie kommt auf ostägäischen Inseln in Griechenland vor. Sie wurde 2011 erstbeschrieben.[3]
- Ophrys tenthredinifera subsp. tingurtiae Kreutz, Miara, Ait-Hamm. & Rebbas: Sie kommt in Algerien vor. Sie wurde 2015 erstbeschrieben.[3]
- Ophrys tenthredinifera subsp. tenthredinifera.

## Bildergalerie
Farbliche Varianten und Ophrys tenthredinifera ssp. spectabilis

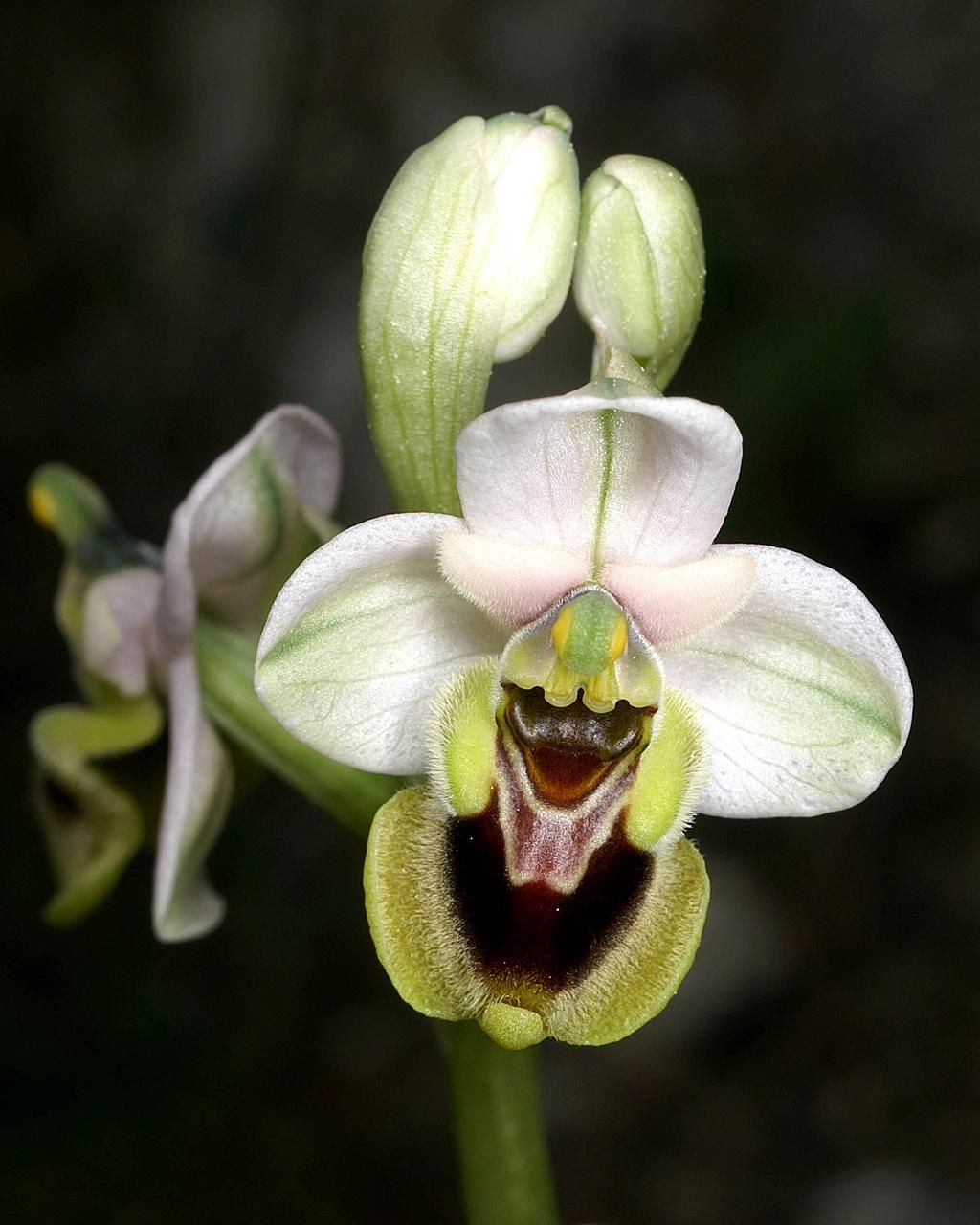
Ophrys tenthredinifera Spanien – Mallorca
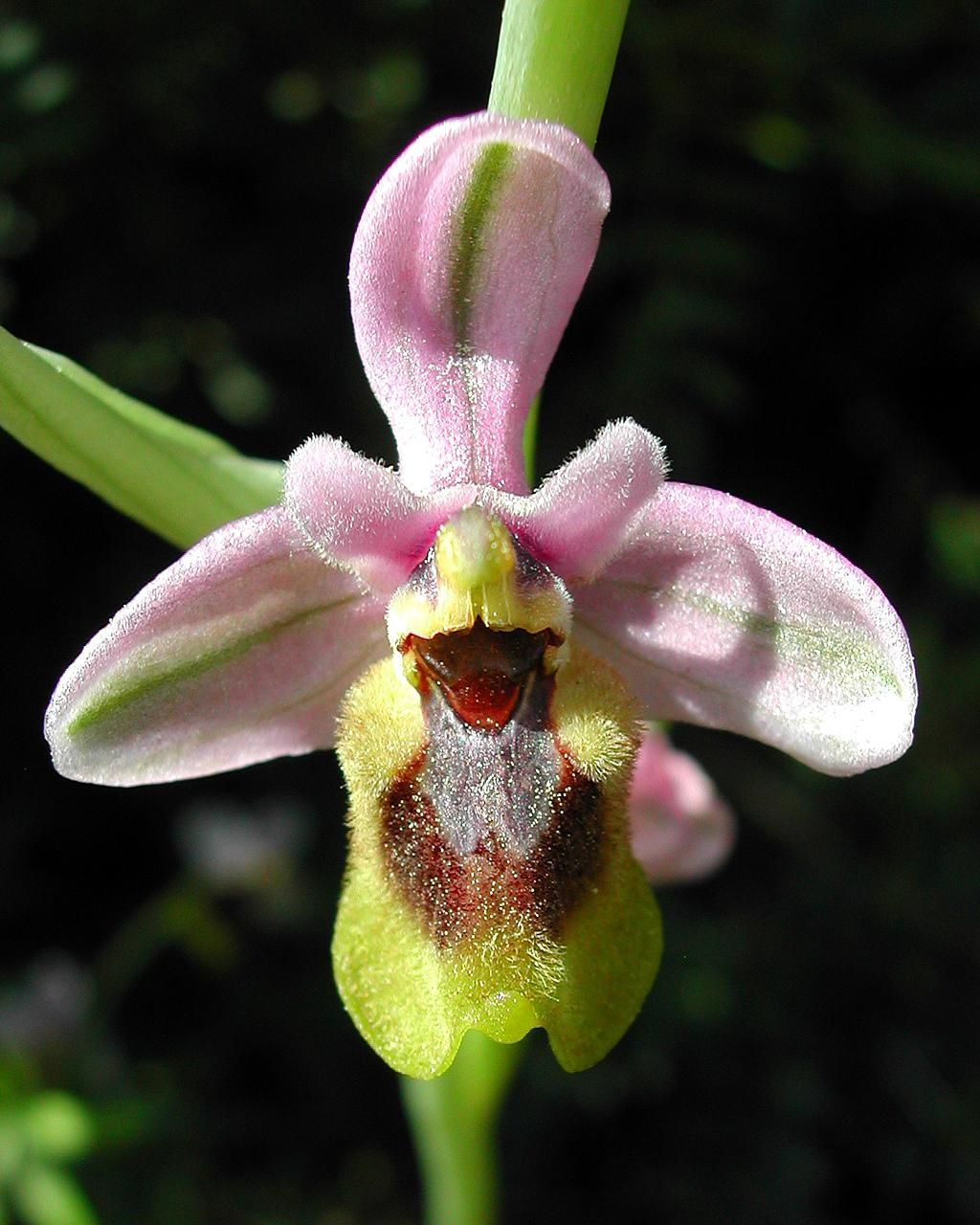
Ophrys tenthredinifera Spanien – Mallorca
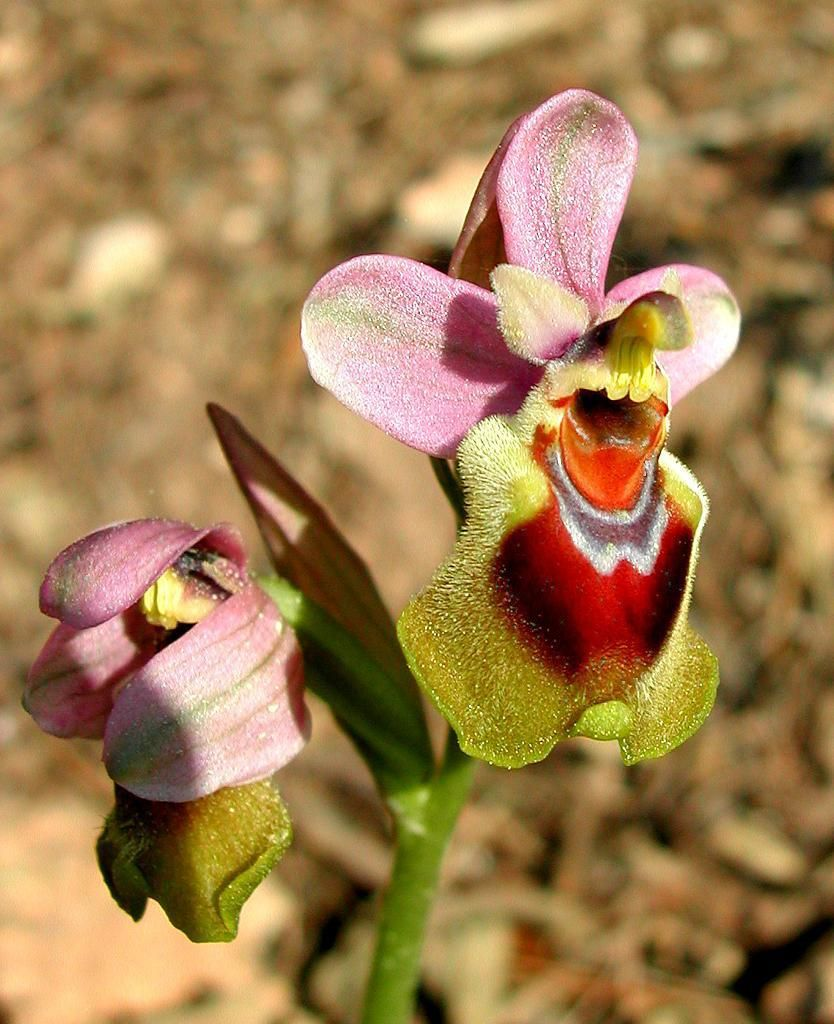
Ophrys tenthredinifera Spanien – Mallorca
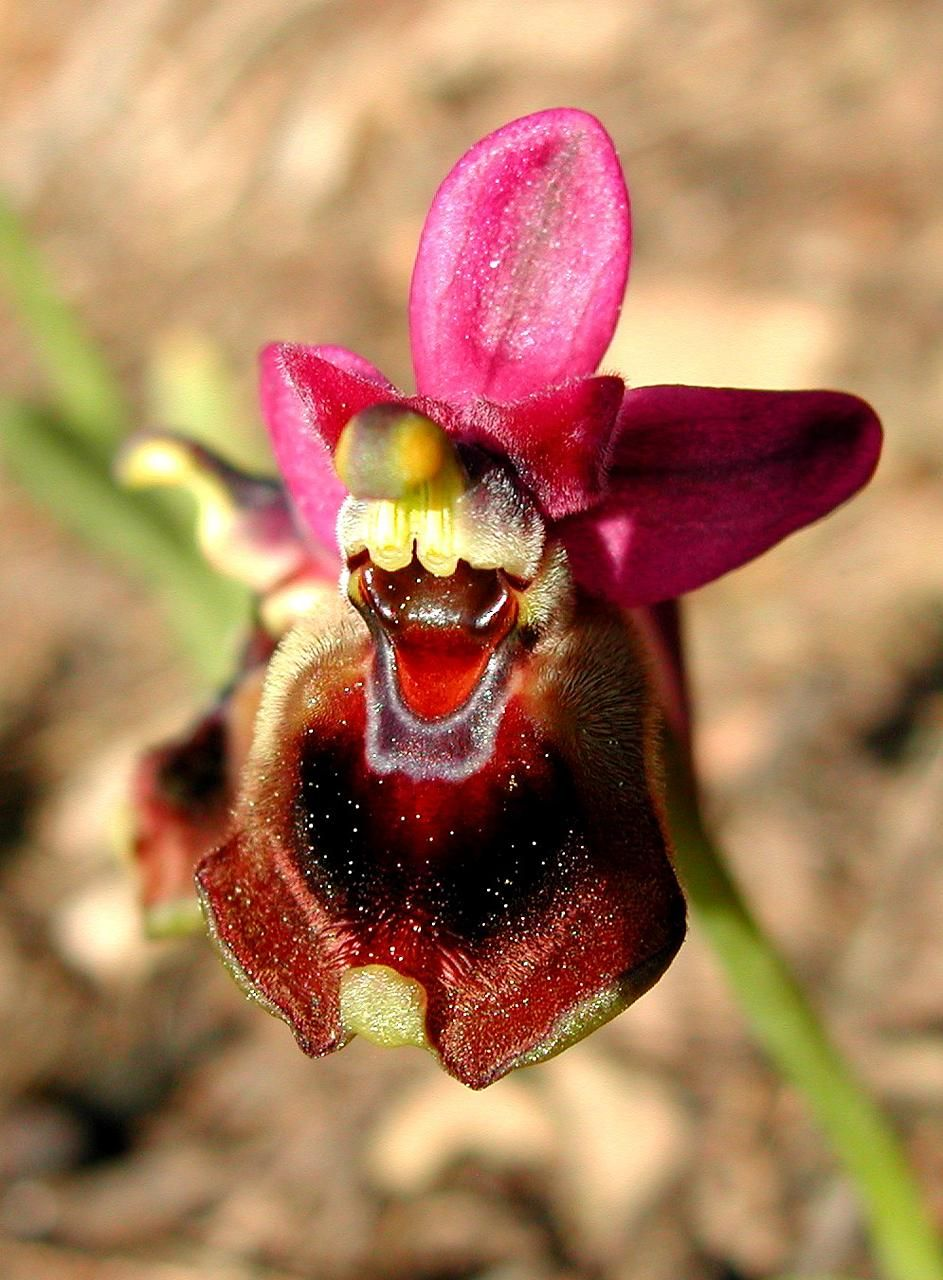
Ophrys tenthredinifera Spanien – Mallorca
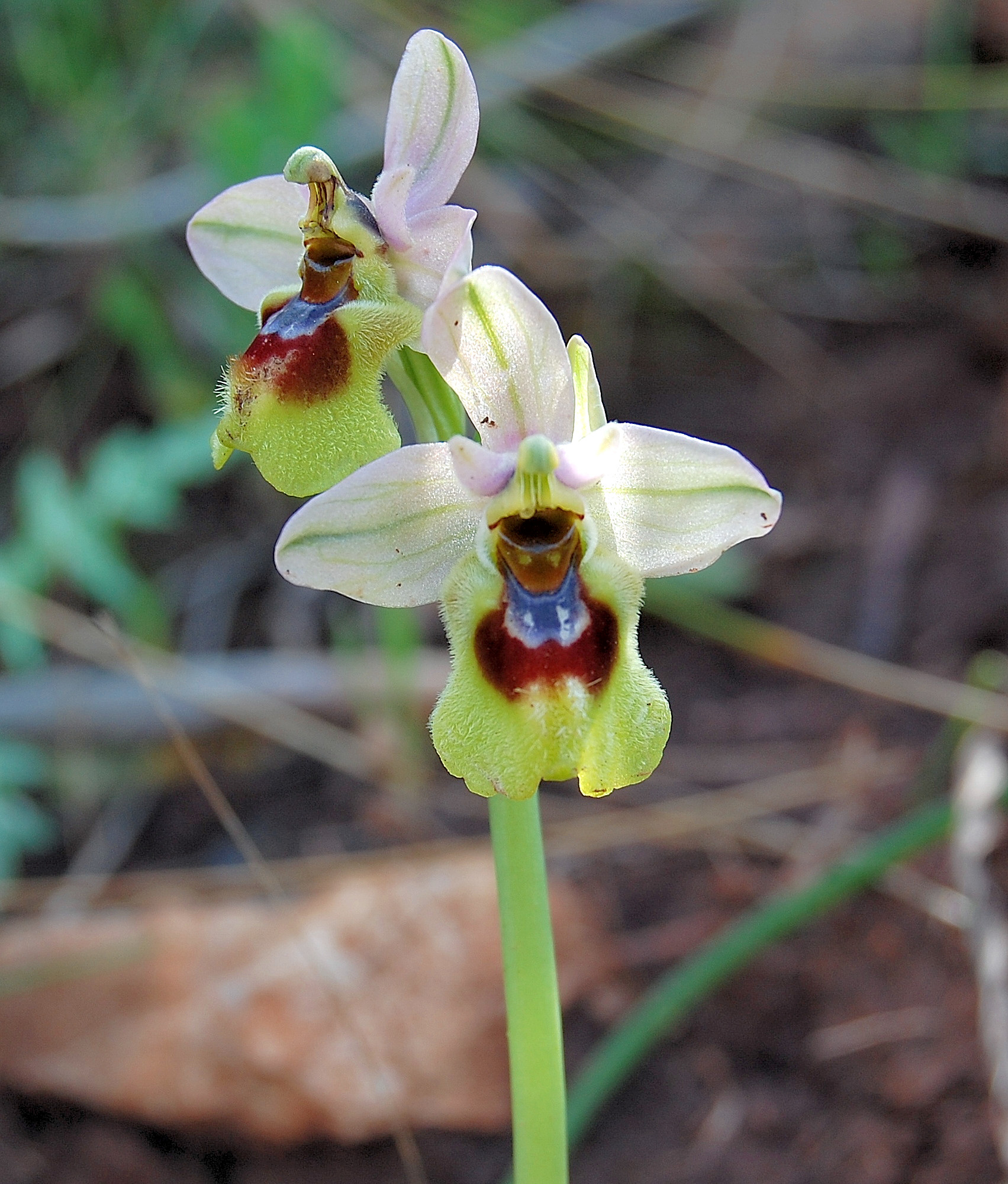
Ophrys tenthredinifera Italien – Sizilien Zingaro
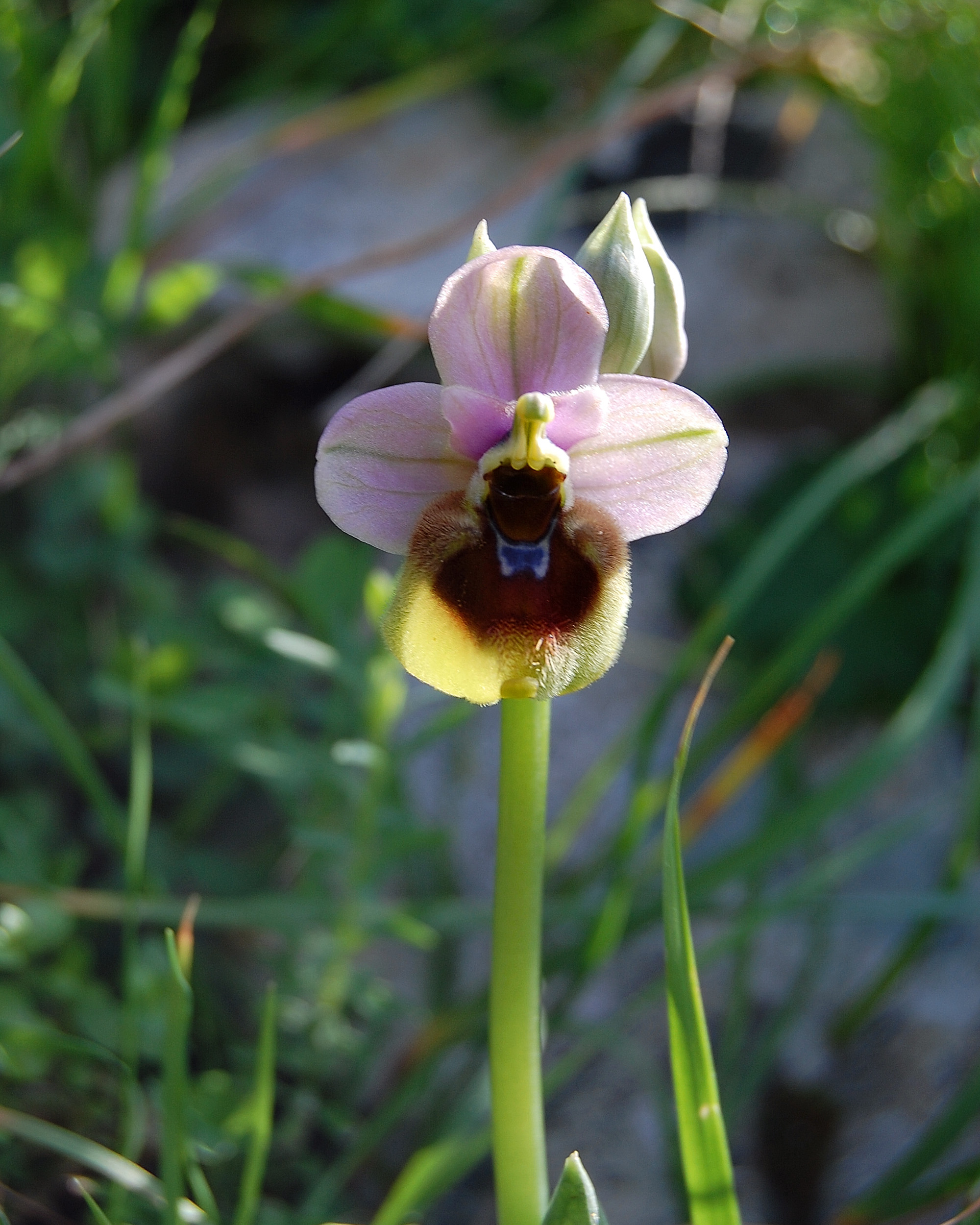
Ophrys tenthredinifera Italien – Sizilien Zingaro
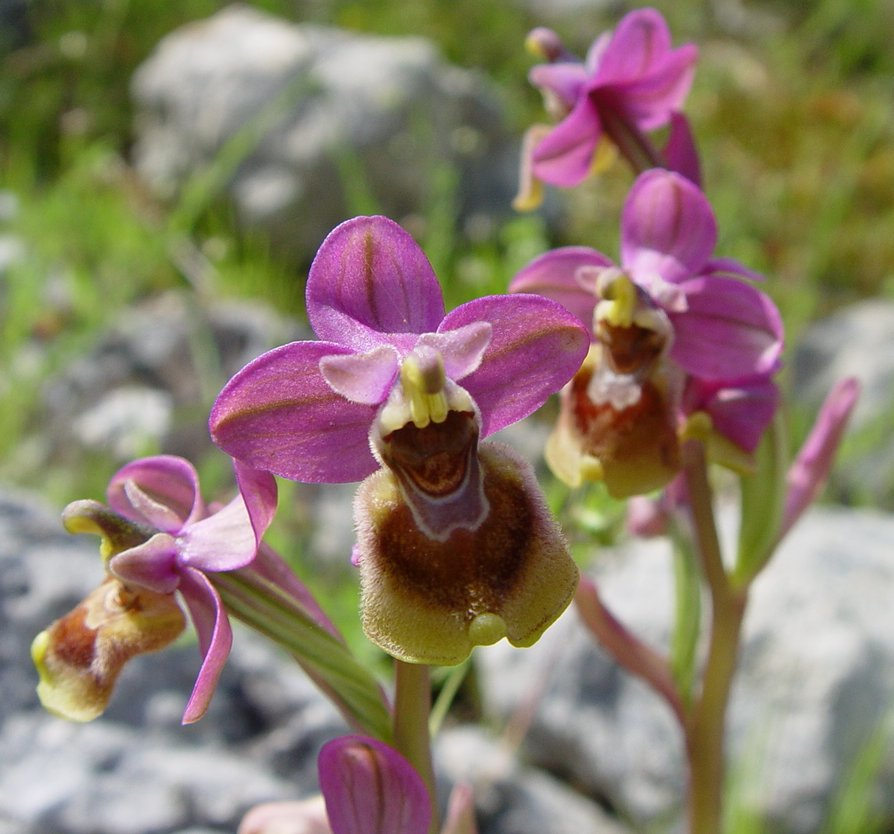
Ophrys tenthredinifera Portugal – Algarve
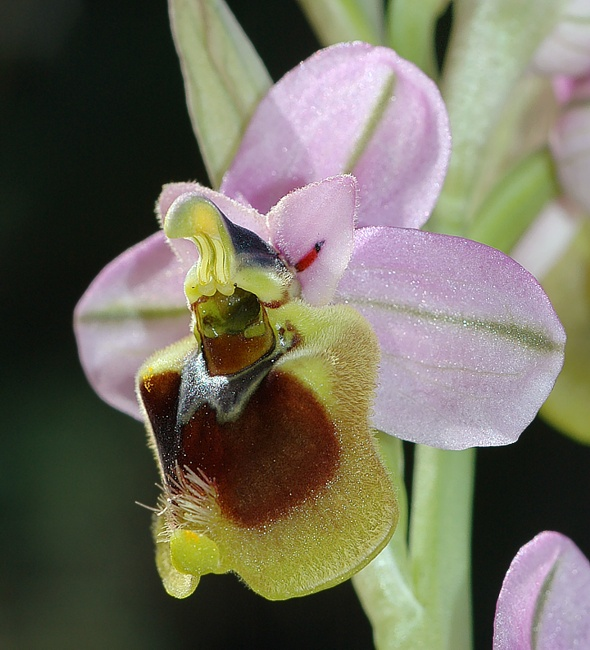
Ophrys tenthredinifera ssp. spectabilis Spanien – Mallorca